# Sebastian Brendel
Sebastian Brendel (Schwedt/Oder, 1988. március 12. –) háromszoros olimpiai bajnok német kenus.

## Pályafutása
A 2012-es londoni olimpián kenu egyes 1000 méteren, a 2016-os Rio de Janiro-i játékokon kenu egyes és kettes 1000 méteren olimpiai bajnok lett.